# Gioco enigmistico
Un gioco enigmistico è un gioco che consiste nel risolvere enigmi di vario genere, come ad esempio giochi in versi, crittografie, rebus, parole crociate, sciarade, anagrammi, nel rispetto di regole definite dall'autore secondo criteri propri di ciascuna tipologia.

## Caratteristiche
“Gioco enigmistico” è, generalmente, sinonimo di enigma. In questo senso tutti i giochi enigmistici sono enigmi. Si deve però notare che in enigmistica la parola “enigma” è utilizzata in almeno due significati più stretti, entrambi riferiti al genere dei giochi in versi. È così enigma l'indovinello e sono enigmi tutti i giochi che ne derivano, in quanto costituiti da più indovinelli giustapposti per definire le parti di una combinazione. In tal senso si parla di giochi a enigmi collegati. In un'accezione ancora più stretta, è enigma soltanto quel gioco affine all'indovinello, ma che se ne differenzia per il carattere serio e poetico anziché spiritoso e leggero. Di conseguenza sono enigmi anche tutti i giochi poetici a combinazione derivati dall'enigma stesso.
Si parla di gioco enigmistico anche in riferimento agli schemi, ossia alle relazioni fra parole utilizzate come prototipi delle combinazioni (scarto, zeppa, cambio, spostamento e così via). La definizione è appropriata allorché lo schema enigmistico è sfruttato da un gioco appartenente ai generi sopra indicati. Così, un gioco in versi che sfrutti una sciarada prende a sua volta il nome di sciarada (e non più indovinello o enigma); una crittografia che sfrutti una frase palindroma prende il nome di frase palindroma continuativa; un rebus che consista in un anagramma illustrato prende il nome di anarebus. In effetti il prototipo dei giochi enigmistici a combinazione è la sciarada, che ha dato il proprio nome sia allo schema sia al gioco in versi stesso.

Fuori da una prospettiva tecnica è comune chiamare “giochi” gli schemi (almeno i più popolari e importanti come l'incastro, l'intarsio, la sciarada, il palindromo, il bifronte, l'anagramma) anche indipendentemente dal loro sfruttamento da parte di un gioco specifico; ma in senso più esteso rientrano nella definizione pure i giochi linguistici e gli schemi complessi, desueti o rari come l'acrostico, il mesostico, il telestico, il logogrifo, il metanagramma. Tuttavia per articolare un discorso sui tratti comuni a tutti i giochi enigmistici bisogna tener distinta la definizione di gioco da quella di schema.

## Struttura
I giochi enigmistici presentano un'estrema varietà di forme che permette di individuare solo pochi caratteri comuni a tutti gli enigmi in senso lato. È così possibile descriverne la struttura in generale. A questo livello si può dire che un gioco enigmistico comprende, di solito, gli elementi che seguono, tutti o quasi indispensabili alla sua funzione.

### Denominazione
Sarebbe impossibile risolvere un gioco enigmistico se esso non recasse la sua stessa denominazione: se, insomma, non dicesse di che gioco si tratta e quindi con quali criteri si risolve. Non è questione di distinguere i generi, essendo questa un'operazione immediata: una cosa è l'aspetto testuale di un indovinello, un'altra quello sintetico di una crittografia, un'altra quello grafico di un rebus, un'altra ancora quello schematico di un cruciverba; in tutti i casi viene comunque fornita almeno un'indicazione di genere. Ma ciascun genere è suddiviso in tipologie, ed è perciò indispensabile:
- nei giochi in versi a doppio soggetto, sapere se si tratta di un indovinello o enigma ovvero di un gioco a combinazione;
- nelle crittografie, sapere a quale tipo appartengono (pura, sinonimica, perifrastica, sillogistica, frase bisenso (che viene inclusa nelle crittografie solo per convenzione; in realtà non si tratta di una crittografia), a frase.
- nei rebus, sapere se si tratta di un gioco classico o di una variante (stereoscopico, a cambio, a scarto, a incastro, a intarsio, tallografia, transgrafia, sandwich);
- nelle parole crociate, sapere se si tratta di un gioco classico o di una delle sue innumerevoli varianti.

### Diagramma
Il diagramma è lo schema numerico che individua la lunghezza delle parole da trovare, ed eventualmente le loro relazioni nella frase. Esso è perciò presente in tutti i giochi in versi a combinazione (esclusi quindi gli indovinelli e gli enigmi), in tutte le crittografie, in tutti i rebus. È assente nelle parole crociate ma solo perché, in questo caso, la funzione è svolta dalla stessa griglia del cruciverba.

### Esposto
Si parla di esposto vero e proprio solo in riferimento alle crittografie, laddove con questo termine si indica l'insieme delle lettere o l'enunciato sintetico del gioco su cui il solutore è chiamato a ragionare. Tuttavia in ogni gioco enigmistico c'è sempre almeno una parte che svolge la funzione dell'esposto. Negli enigmi in versi tale funzione è assicurata dallo svolgimento; nei rebus dalla vignetta e dai grafemi (si parla, in relazione a questi ultimi, di lettere esposte) o dagli asterischi; nelle parole crociate dalle definizioni. Tutto ciò, insomma, che il solutore deve interpretare.

### Titolo
Il titolo è, in generale, una caratteristica dei soli giochi enigmistici in versi, sia ad incognite sia (soprattutto) a doppio soggetto. In quest'ultimo caso la natura stessa del gioco, fondato sul celamento di un senso reale dietro a un senso apparente, impone la necessità di un titolo che espliciti (ed eventualmente armonizzi) il secondo di questi due significati. Tuttavia, specie nelle ultime esperienze enigmistiche, il titolo si è diffuso al di fuori del suo ambito tradizionale, investendo alcuni giochi di recente ideazione (come le “crittonews”, pertinenti ovviamente all'area crittografica).

### Firma
I giochi enigmistici recano solitamente la firma, con nome o pseudonimo, dell'autore. Nome e cognome (es.: Piero Bartezzaghi) vengono usati di preferenza nei cruciverba e a volte nei rebus; gli pseudonimi (es.: Briga) sono invece costanti negli altri generi. Benché di solito inessenziale alla soluzione, anche il nome dell'autore può talvolta entrare a far parte della stessa, in particolare nelle crittografie; ciò però è anche suscettibile di generare situazioni “imbarazzanti”, perché almeno in questo settore l'autore non è affatto vincolato al proprio pseudonimo, cosicché, se la tendenza fosse portata alle estreme conseguenze, la firma potrebbe snaturarsi per diventare una semplice parte dell'esposto.

## Classificazione dei principali giochi enigmistici
- Enigmistica classica:
  - Giochi in versi:
    - Giochi brevi o epigrammatici:
      - Indovinello.
      - Giochi brevi a combinazione.

    - Giochi poetici:
      - Enigma.
      - Giochi poetici a combinazione.

  - Crittografie:
    - Crittografie di tipo meccanico:
      - Crittografia semplice o pura.

    - Crittografie di tipo mnemonico[4]:
      - Frase bisenso (inclusa nelle crittografie solo per convenzione)
      - Crittografia a frase.
      - Giochi continuativi.

    - Crittografie di tipo misto:
      - Crittografia sinonimica, crittografia perifrastica
      - Crittografia sillogistica.

  - Rebus:
    - Rebus classico[5][6].
    - Rebus stereoscopico[5][6].
    - Rebus a cambio, rebus a scarto, rebus a incastro, tallografia, rebus a intarsio, transgrafia, sandwich.
    - Anarebus.
    - Verbis.
    - Imago.
- Enigmistica popolare:
  - Giochi in versi:
    - Giochi brevi a incognite.

  - Parole crociate.
  - Parole intrecciate.